# Bethany Hamilton
Bethany Meilani Hamilton-Dirks (sinh ngày 8 tháng 4 năm 1990) là vận động viên lướt ván chuyên nghiệp người Mỹ. Sống sót và hồi phục sau tai nạn cá mập tấn công xảy ra trong năm 2003, dù bị mất cánh tay trái, cô đã trở lại thi đấu và đoạt giải lướt ván chuyên nghiệp. Bethany thuật lại những trải nghiệm của mình trong quyển tự truyện Soul Surfer: A True Story of Faith, Family, and Fighting to Get Back on the Board. Xuất phẩm điện ảnh Soul Surfer dựa trên quyển tự truyện của Bethany cùng những cuộc phỏng vấn đã ra mắt khán giả trong tháng 4 năm 2011. 

## Tai nạn và phục hồi
Buổi sáng ngày 31 tháng 10 năm 2003 cô bé Bethany 13 tuổi ra biển để lướt ván dọc bãi tắm Tunnels, Kauai, Hawaii, với người bạn thân Alana Blanchard, cùng đi với họ còn có Holt và Byron, bố và anh trai của Alana. Khoảng 7:30 a.m., biển xanh và lặng như mặt hồ. Bethany đang nằm dài trên ván trượt, tay trái buông thỏng xuống nước, rất nhiều rùa bơi xung quanh, đột nhiên một con cá mập hổ dài khoảng 14 foot (4,3 m) đến gần cắn đứt lìa đến sát vai cánh tay trái của cô. Được đưa lên bờ, Alana và bố làm ga-rô buộc vết thương cho Bethany. Một xe cứu thương chở cô đến Bệnh viện Wilcox Memorial. Cô bị choáng ngất vì mất hơn 60% lượng máu của cơ thể. Một bác sĩ ở bệnh viện kế cận được gọi đến để cấp cứu cho cô. Bố của Bethany, có mặt trước đó để được phẫu thuật đầu gối, đã nhường phòng mổ cho con gái. Bethany phải mất một tuần lễ chữa trị trong bệnh viện. Trả lời phỏng vấn của các phương tiện truyền thông, cô cho biết không thấy đau đớn nhiều trong thời điểm bị cá mập tấn công, nhưng bị mất cảm giác khi trên đường đến bệnh viện.
Khi tin tức về vụ cá mập tấn công được loan ra, Ralph Young, một ngư dân, giao cho đoàn thanh tra những tấm ảnh chụp một con cá mập báo dài 14 foot (4,3 m) bị đánh bắt cách hiện trường khoảng 1 dặm (1,6 km). Kích cỡ hàm cá mập tương thích với vết cắn trên tấm ván trượt. Cuối năm 2004, cảnh sát xác nhận đó là con cá mập đã tấn công Bethany.
Bất kể những sang chấn trầm trọng, Bethanay vẫn quyết tâm trở lại với môn lướt ván. Ba tuần lễ sau khi bị tai nạn, cô lại tìm đến tấm ván trượt của mình.
Lúc đầu, Bethany đồng ý sử dụng một tấm ván trượt được chế tạo đặc biệt cho cô, dài và dày hơn, với một tay nắm dành cho tay phải, cô cũng phải thay đổi thao tác để bù đắp cho sự thiếu mất một cánh tay. Sau một thời gian tự luyện tập lướt ván với một cánh tay, ngày 10 tháng 1 năm 2004, Hamilton tham dự một cuộc thi lướt ván quan trọng. Lần này, cô sử dụng ván trượt theo tiêu chuẩn thi đấu. Tấm ván trượt có vết cắn khi Hamilton bị cá mập tấn công được trưng bày tại Viện Bảo tàng Lướt ván California.

## Truyền thông
Trước khi bị cá mập tấn công năm 2003, Hamilton từng về nhất trong vài giải đua của Hiệp hội lướt ván National Scholastic Surfing Association (NSSA).
Sau khi bị cá mập tấn công, Hamilton xuất hiện thường xuyên trên các chương trình truyền hình. Quản lý của cô, Roy “Dutch” Hofstetter, sau này là người sản xuất phim Soul Surfer, tạo dựng hình ảnh của cô trên các phương tiện truyền thông như là một hình mẫu nỗ lực vượt lên trên số phận. Cô là khách mời của các chương trình truyền hình như The Biggest Loser, 20/20, Good Morning America, Inside Edition, The Oprah Winfrey Show, The Ellen DeGeneres Show, The Today Show, và The Tonight Show cũng như những tạp chí như People, Time, và American Girl. Cô cũng xuất hiện trên trang bìa tạp chí nNe.
Năm 2004, Hamiltion được trao giải ESPY dành cho Vận động viên trở lại thi đấu xuất sắc nhất, và giải Teen Choice.
Năm 2004, MTV Books xuất bản quyển tự truyện của Hamilton, Soul Surfer: A True Story of Faith, Family, và Fighting to Get Back on the Board (ISBN 0-7434-9922-0), thuật lại những thử thách khắc nghiệt cô đã trải qua. Năm 2007, đạo diễn Becky Baumgartner thực hiện cuốn phim tài liệu Heart of A Soul Surfer thuật lại câu chuyện của Hamilton, miêu tả lòng mộ đạo, sự can trường và đức tin nương cậy Chúa Giê-xu sau khi xảy ra tai nạn cũng như những tra vấn của Hamilton nhằm nhận thức được ý nghĩa thuộc tâm linh về những gì đã xảy đến cho cô.
Ngày 7 tháng 8 năm 2009, Hamilton tham gia cuộc thi Are You Smarter Than a Fifth Grade? và giành giải thưởng 25 000 USD. Ngày 16 tháng 5 năm 2010, cô xuất hiện trên chương trình truyền hình của đài ABC, Extreme Makeover: Home Edition. Tháng 3 năm 2011, tổ chức Cơ Đốc I Am Second thực hiện một video thuật lại những tranh chấp nội tâm của Hamilton sau khi bị tai nạn cũng như cách cô đặt lòng tin nơi Chúa để vượt qua những tai ương nghiệt ngã ấy.
Ngày 8 tháng 4 năm 2011, phim truyện Soul Surfer dựa trên cuốn tự truyện xuất bản năm 2004 của Hamilton được công chiếu. Diễn viên AnnaSophia Robb vào vai Hamilton. Dennis Quaid cùng Helen Hunt nhận vai cha và mẹ của Hamilton. Đích thân Hamilton diễn xuất trong những cảnh lướt ván với một tay.
Tháng 10 năm 2011, cô có mặt trong loạt phim truyền hình 19 Kids and Counting, trong đoạn “Duggars Under the Sea” khi gia đình Duggar đến thăm cô tại Atlanta, Georgia.
Hamilton cũng nhận diễn xuất trong phim Dolphin Tale 2 xoay quanh câu chuyện của cá heo con tên Hope, bấm máy ngày 7 tháng 10 năm 2013 tại Clearwater, Florida, công chiếu ngày 12 tháng 9 năm 2014. Hamilton cùng chồng, Adam Dirks, tham dự cuộc đua The Amazing Race mùa thứ 25, cặp đôi này kết thúc cuộc đua với thứ hạng ba.

## Đời tư
Hamilton học tại nhà cho đến năm 10 tuổi mới đến trường để theo học chương trình trung học. Cô là con út trong gia đình có ba người con. Đầu năm 2012, qua sự giới thiệu của những người bạn chung, Hamilton gặp Adam Dirks, một mục sư trẻ tuổi đặc trách thanh niên. Hai người đính hôn trong tháng 4 năm 2013, và làm lễ cưới ngày 18 tháng 8 năm 2013 trước sự chứng kiến của 300 người thân và bạn hữu tại một điền trang ở bờ biển phía bắc Kauai, gần nơi sinh trưởng của cô.
Năm 2015, Hamilton sinh một con trai.

## Thành tích
| Bảng thành tích |                                                   |                |          |
| Năm             | Sự kiện                                           | Vị trí         | Quốc gia |
| --------------- | ------------------------------------------------- | -------------- | -------- |
| 1998            | Rell Sun Menehune                                 | nhất           | Hoa Kỳ   |
| 2002            | Open Women's Division of the NSSA                 | nhất           | Hoa Kỳ   |
| 2004            | NSSA National Competition                         | hạng 5         | Úc       |
| 2005            | NSSA National Competition                         | nhất           | Hoa Kỳ   |
| 2005            | O'Neill Island Girl Junior Pro tournament         | nhất           | Hoa Kỳ   |
| 2006            | NSSA National Championship: 18-and-under Finalist | hạng 5         | Hoa Kỳ   |
| 2006            | Hawaii Team Highlights                            | hạng 4 hạng 5* | Hoa Kỳ   |
| 2007            | NSSA Regionals                                    | hạng 5         | Hoa Kỳ   |
| 2007            | T & C Pipeline Women's Pro                        | nhất           | Hoa Kỳ   |
| 2008            | US Open of Surfing—Huntington Beach, California   | hạng 5         | Hoa Kỳ   |
| 2008            | Roxy Pro Surf Festival—Phillip Island             | hạng 3         | Úc       |
| 2009            | Rio Surf International in Rio de Janeiro          | hạng 3         | Brazil   |
| 2009            | Billabong ASP World Junior Championship           | nhì            | Úc       |
| 2014            | Surf 'n' Sea Pipeline Women's Pro                 | nhất           | Hoa Kỳ   |